# تبغ كريولو
الكريولو(criollo ): هو نوع من التبغ، يستخدم بشكل أساسي في صناعة السيجار. لقد كان، وفقًا لمعظم الروايات، أحد أنواع تبغ كوبي الأصلية التي ظهرت في وقت قريب من كولومبوس. المصطلح يعني البذور الأصلية، وبالتالي فإن مجموعة متنوعة من التبغ التي تستخدم هذا المصطلح، مثل الدومينيكان كريولو، قد يكون لها أو لا يكون لها أي علاقة بالبذور الكوبية الأصلية أو الهجين الحديث، كريولو98’.

## الاستخدامات
في الأصل، كان لكريولو استخدامات متعددة في صناعة السيجار الكوبي. بعد تطوير كوروجو ، تم نقل كريولو بشكل متزايد لاستخدامه كحشو، وحل محله كوروجو، الذي كان أكثر ملاءمة للاستخدام كغلاف.
تم اكتشاف بعد ذلك أنه عندما تتم زراعة نبات الكريولو تحت الغطاء، بدلاً من زراعته في الشمس كما كان يحدث تقليديًا، فإنه يمكن صنع ورقة غلاف مناسبة جدًا، مع توفير الرعاية والظروف المناسبة. تمت زراعة بعض بذور كريولو الأولى التي تمت زراعتها للغلاف في وادي جالابا في نيكاراغوا، وتم تقديمها إلى السوق غير الكوبية في عام 2001 كغلاف للعلامة التجارية (كوبيدو كريولو).
الصنف الهجين، كريولو 98، مقاوم للعفن الأزرق، وقد تم تطويره في كوبا ليحل محل هجين كوروجو السابق، هافانان 2000، الذي كان يفقد شعبيته بسبب عيوبه الواضحة بشكل متزايد.